# Ophrys rainei
Ophrys rainei är en orkidéart som beskrevs av Abel Albert och Émile Jahandiez. Ophrys rainei ingår i ofryssläktet, och familjen orkidéer. Inga underarter finns listade i Catalogue of Life.